# 4843 Megantic
4843 Megantic је астероид главног астероидног појаса. Приближан пречник астероида је 26,02 ,
а средња удаљеност астероида од Сунца износи 3,087 астрономских јединица (АЈ).
Инклинација (нагиб) орбите у односу на раван еклиптике је 11,013 степени, а орбитални период износи 1981,630 дана (5,425 година). Ексцентрицитет орбите астероида износи 0,123.
Апсолутна магнитуда астероида износи 11,00 а геометријски албедо 0,103.
Астероид је откривен 28. фебруара 1990. године.